# 卢西塔尼亚号的沉没
《卢西塔尼亚号的沉没》（英語：The Sinking of the Lusitania）是一部1918年的无声动画短片，由美国漫画家兼动画师温瑟·麦凯创作。这是一部宣传性质的作品，在银幕上再现了1915年英国皇家邮轮“卢西塔尼亚号”的沉没，这一过程之前从未有镜头拍摄下来。影片全长12分钟，长度很可能创下了动画片的新纪录。同时本片还是历史上最早的动画纪录片，也是现存年代最早的严肃、正剧类题材动画作品。
1915年，一艘德国潜艇发射鱼雷击沉了英国皇家邮轮“卢西塔尼亚号”，造成多达1198人遇难，其中有128名美国人。麦凯对此事愤慨不已，但他的雇主威廉·赫斯特却因反对美国参加第一次世界大战而对这起事件轻描淡写，报社还要求麦凯以反战和反英为主题创作社论漫画。1916年，麦凯违背了雇主的立场，开始自行出资并利用自己的时间制作爱国宣传电影《卢西塔尼亚号的沉没》。
在本片以前，麦凯已经制作出了多部成功的动画片，分别是1911年的《小尼莫》、1912年的《蚊子是怎么生活的》以及1914年的《恐龙葛蒂》。这三部电影都是绘制在米紙上，其背景不得不采用非常费力的方式制作；《卢西塔尼亚号的沉没》是麦凯采用更有效率的赛璐珞新技术制作的第一部电影，一共花掉了他和几位助手22个月的时间。然而，本片在商业上不及他之前的作品成功，赫斯特也对麦凯施加更大的压力，迫使他把更多的时间投入到编辑绘图工作中，导致麦凯之后的动画作品大幅减少。

## 剧情简介
电影的开场是一段真人演出的序幕，麦凯为此在电影制作期间亲自研究了“卢西塔尼亚号”的图片。插卡字幕中吹嘘麦凯是“动画片的鼻祖和发明人”，整部电影一共有2.5万张绘制图像。然后可以看到麦凯与一组不知姓名的助手一起创作“‘卢西塔尼亚号’沉没的第一笔记录”。
“卢西塔尼亚号”离开纽约港并经过自由女神像。经过一段时间后，镜头上的水中出现了一艘德军潜艇。潜艇发射的一枚鱼雷击中了邮轮，然后开始有滚滚浓烟形成直至笼罩了整个银幕。乘客们手忙脚乱地放下救生艇，其中一些在混乱中倾覆。邮轮开始向一侧倾斜，许多乘客掉进了大海。
船内出现了第二次爆炸，整艘船开始逐渐下沉，更多的乘客掉进水中，船只上被淹的部分还可以看到死难者的尸体。“卢西塔尼亚号”在镜头中消失，影片的最后一个镜头是一位落水的母亲拼命想要让自己的婴儿留在水面上，之后银幕上出现的插卡字幕上写道：“向船开火的人得到了凯撒的嘉奖！他们竟然还告诉我们不要憎恨匈人。”

## 背景
温瑟·麦凯（1867到1871年间的某一年出生，1934年逝世）在自己的事业早期便练就了生动而且准确的绘画技巧。年轻时，他在简易博物馆画像和绘制海报为生，还以面向公众提供速写吸引了大批市民围观。1898年，他开始从事全职报纸插图工作，然后从1903年开始绘制漫画。1905年起刊载的儿童幻想漫画《小尼莫梦乡历险记》（Little Nemo in Slumberland）是麦凯最成功的漫画作品。1906年，他开始从事杂耍表演，在观众面前现场表演粉笔独角戏。

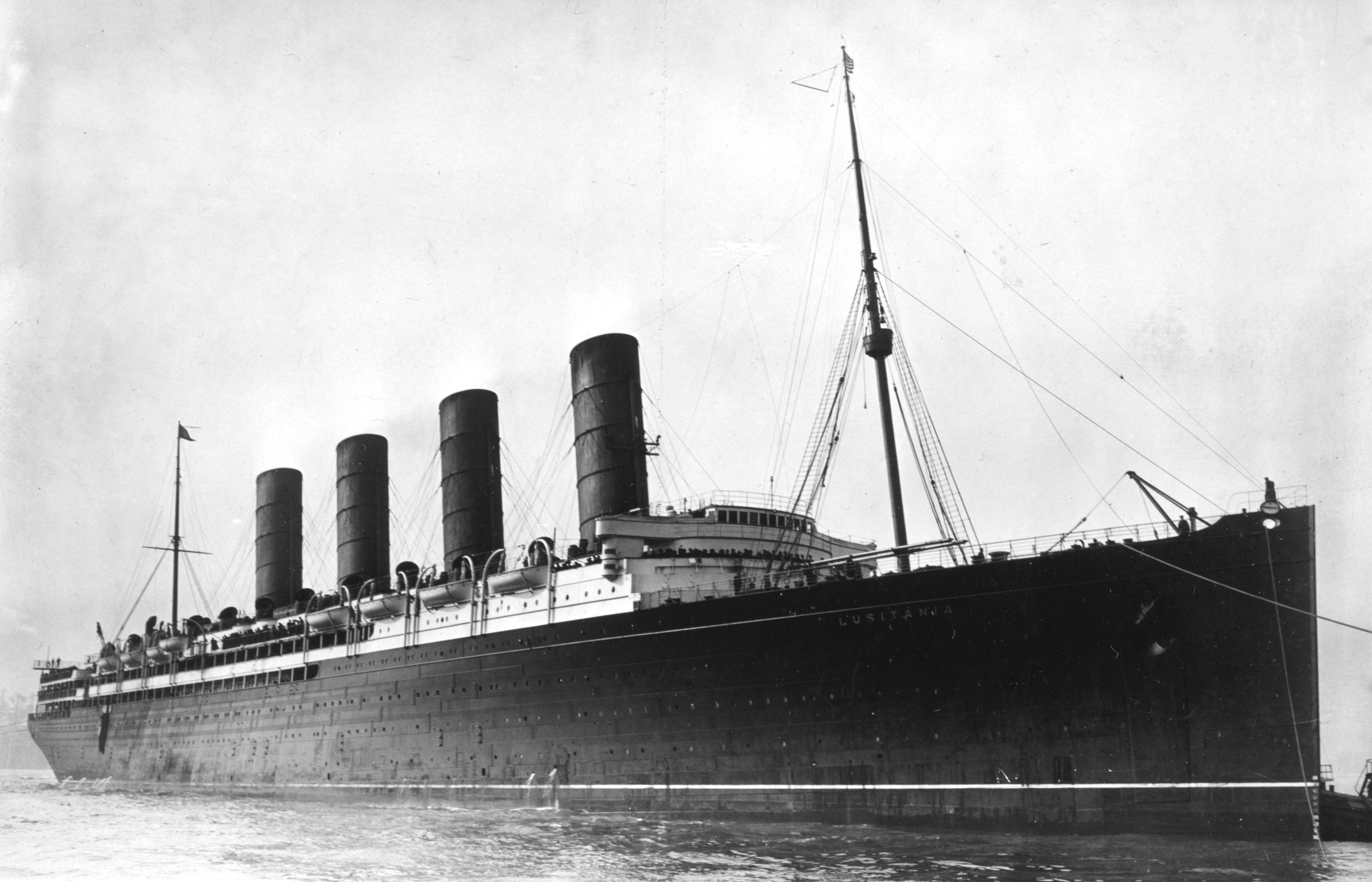
1915年，德国潜艇发射鱼雷击沉了“卢西塔尼亚号”，这一事件成为美国加入第一次世界大战的导火索。

一次，儿子罗伯特（Robert）带了本手翻书回家，麦凯受到这本书的启发，“看到了（将他的漫画）制作成动画的可能性”。他的第一部动画片《小尼莫》于1911年上映，其中包含有4000张绘制在米纸上的图画。1912年，麦凯的第二部动画片《蚊子是怎么生活的》发行，其中表现了一只巨大的蚊子从一位沉睡的男子身上吸血直到爆裂。他的下一部作品《恐龙葛蒂》以互动形式融入到杂耍表演中，麦凯在其中用一条鞭子向他的动画恐龙发出指令。
第一次世界大战期间，德国派出潜艇在北大西洋活动，1915年4月，德国政府发出警告，称英国的民用船只将成为攻击目标。1915年5月7日，英国邮轮“卢西塔尼亚号”在从纽约返回的航程中被鱼雷击沉，共有1198人丧生，其中128名是美国人。麦凯的雇主威廉·赫斯特反对美国参加第一次世界大战，他的报纸也对这起悲剧轻描淡写。报纸的读者在沉船事件发生后越来越倾向于支持参战，麦凯也是如此，但报社主编阿瑟·布里斯班（Arthur Brisbane）却要求他创作反战和反英的漫画。1916年，麦凯违背了雇主的立场，决定自行出资并利用自己的时间制作爱国宣传电影《卢西塔尼亚号的沉没》。
这起沉船事件本身从未有过拍照记载。麦凯表示，他是从赫斯特派驻柏林的通讯员奥古斯特··比奇（August F. Beach）那里获得了“卢西塔尼亚号”事件的背景资料，比奇在这起灾难发生时身在伦敦，而且也是第一位到达现场的新闻工作者。本片也是历史上对严肃、正剧类题材动画作品的首次尝试。

## 制作历史
麦凯使用的工作方法非常费力。制作《恐龙葛蒂》时，他的一位助手一遍又一遍地追踪背景图像达数千次之多。其他动画师发明了多种方法来减少工作量，提高效率，以求满足动画电影的需要。《小尼莫》上映数年后，加拿大人拉乌尔·巴雷（Raoul Barré）的定位器和美国人厄尔·赫德（Earl Hurd）的赛璐珞技术几乎成为动画制片厂普遍采用的工作手段。赫德的技术于1914年取得专利，可以让动态图像绘制在一层或多层纸张上，这样可以铺设出静态背景层，从而减少动画师在一幅又一幅图纸上追踪静态图像的单调工作。1916年，麦凯也接受了赛璐珞方法并开始制作《卢西塔尼亚号的沉没》。

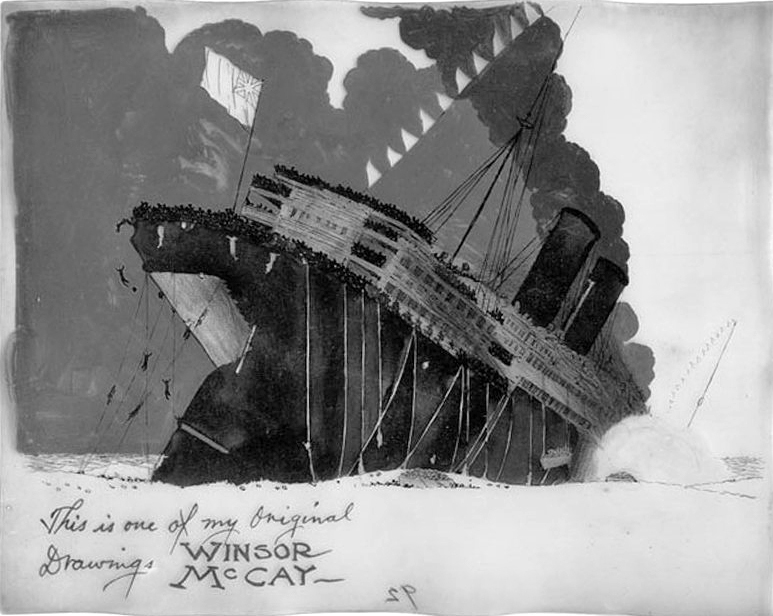
《卢西塔尼亚号的沉没》的一份原版赛璐珞，其上还有温瑟·麦凯的签名。

与之前的几部电影一样，《卢西塔尼亚号的沉没》也是由麦凯自行出资。购买赛璐珞需要额外的开支，但这一技术可以让静态背景放置在赛璐珞的后方，这就减少了需要的绘图量。和麦凯之前采用的方法对比，这一方式大幅减少了工作量。与之后成为行业标准的赛璐珞相比，麦凯在制作本片过程中所使用的这些更厚，并且上面还有“牙”或粗糙的表面，可以承受铅笔、蜡笔、墨线的绘制过程和清洗。由于图像的演染量很大，一些赛璐珞出现弯曲，令其很难对齐来进行拍摄，麦凯的助手约翰·菲茨西蒙斯（John Fitzsimmons）通过使用改造过的活页夹解决了这个问题。
《卢西塔尼亚号的沉没》一共花了22个月的时间才完成。麦凯的邻居、艺术家约翰·菲茨西蒙斯和辛辛那提漫画家威廉·阿普索普·“阿普”·亚当斯（William Apthorp "Ap" Adams）提供了协助，其中亚当斯将赛璐珞以正确的顺序排列起来用于拍摄。菲茨西蒙负责了海浪的制作，共计16帧，在麦凯绘制的图像上不断循环。白天麦凯照常上班，为威廉·赫斯特的报纸绘图，下班后他回到家，然后在赛璐珞上绘图，之后再由维塔格拉夫制片厂拍摄。
麦凯表示，他制作8秒长的影像就需要花费8个星期的时间。全部2.5万张图像的电影胶片长达900英尺。1918年7月19日，《卢西塔尼亚号的沉没》注册了版权，再由宝石影业发行，据报道称，该公司当时购买本片的价格创下了单卷胶片电影的新纪录。影片成为环球影业每周一期新闻影片的一部分，还成为环球内部发行的一期《电影周刊》（The Moving Picture Weekly）封面。1919年5月，影片在英国首映，广告中称其为“世界上对震惊全人类罪行的仅有记录”。

## 风格

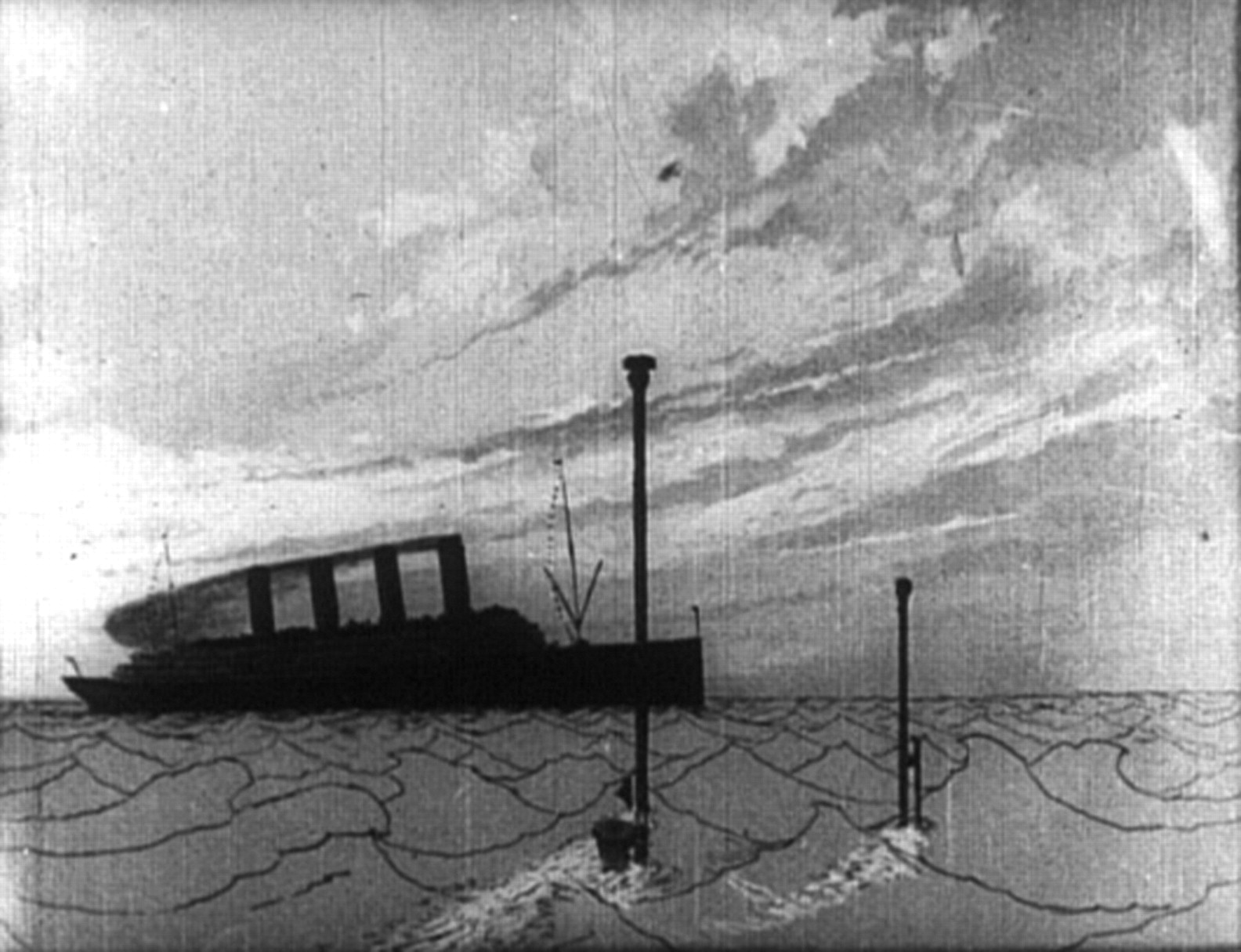
《卢西塔尼亚号的沉没》剧照，可以看到一艘德国潜艇探出潜望镜进行侦察。

《卢西塔尼亚号的沉没》中将社论性漫画技巧和类似真人演出的桥段相结合，是麦凯最为具现实主义风格的作品，插卡字幕还强调影片是对事件的一次“历史记录”。动画历史学家唐纳德·克拉夫顿称，片中的动画动作镜头属于一种“现实图形风格”。影片拥有黑暗的情绪和强烈的宣传色彩，描述了乘客们的可怕命运，例如溺亡的儿童和连串的乘客跳下船后死亡。画面风格非常注重细节，动画流畅自然。麦凯使用交替拍摄来模拟新闻片的风格，这也增强了电影的真实感。
麦凯还通过多种方式来为“历史记录”中加入情绪，随如潜伏在海面之下的潜艇镜头会引发观众的焦虑感，天空和大海如同白色床单般的抽象造型，充满了溺毙乘客尸体的庞大空隙。动画历史学家保罗·威尔斯（Paul Wells）认为，画面中的负空间通过投射或心力内投效果让观众充满焦虑，这些精神分析学理念早在本片上映多年前就已开始流传。学者乌尔里希·梅克尔（Ulrich Merkl）指出，麦凯身为新闻工作者很可能知道弗洛伊德这些得到广泛报道的工作方法，但麦凯本人从未公开承认自己受到了这样的影响。

## 评价和影响

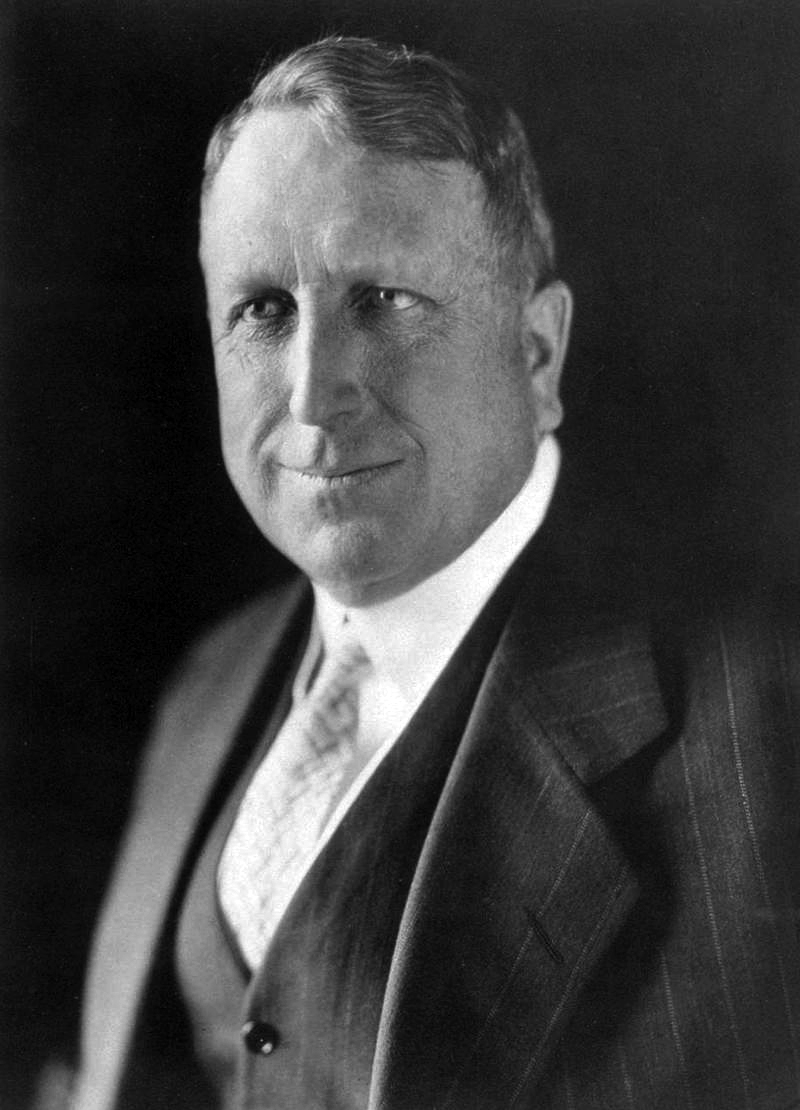
在威廉·赫斯特的压力下，麦凯不得不荒废了自己的动画事业，集中精力制作社论性漫画。

《卢西塔尼亚号的沉没》以作为宣传作品闻名，经常被称为是其所处时代最长的动画作品。本片很可能是最早的动画纪录片。麦凯的传记作者，动画师约翰·凯恩麦克称《卢西塔尼亚号的沉没》是“动画电影史上的不朽之作”。由于麦凯的技巧已经超过他同时代的人们能够仿照的程度，因此这部作品虽受到同时代动画电影人的钦佩，但“并没有彻底改变当时的动画电影”。之后的许多年时间里，动画制片厂制作的绝大部分都是喜剧类型的短片，长度一般不超过7分钟，纪实类的作品更是凤毛麟角。动画片仍然只是剧情电影的配角，没能成为独当一面的片种，并且很少获得评述。《卢西塔尼亚号的沉没》在商业上并不成功，在剧院里放映数年后也只为麦凯带来8万美元的收入。他之后还制作了至少7部电影，其中已知的只有3部进行了商业放映。
1921年后，得知麦凯在动画上投入的时间比报社还多的赫斯特要求麦凯放弃动画制作。麦凯有多个动画项目计划始终未能实现，其中包括与《丛林小鬼》（Jungle Imps）作者乔治·伦道夫·切斯特（George Randolph Chester）合作的歌舞片《谷仓乐队》（The Barnyard Band），还有一部有关美国在一战中作用的电影。麦凯在晚年曾多次公开表达自己对动画行业发展现状的不满，他所设想的动画是一门艺术，但它实际上却变成了商品交易。据凯恩麦克表示，一直到20世纪30年代迪斯尼公司制作动画长片时，动画行业才赶上了麦凯的技术水平。
动画历史学家保罗·威尔斯认为，《卢西塔尼亚号的沉没》把纪录片风格和宣传元素相结合，代表着“动画电影发展的一个开创性时刻”，而且是动画現代主義表现形式的典范。史蒂夫·巴顿摩尔（Steve Bottomore）认为本片是“‘卢西塔尼亚号’灾难事件最了不起的电影版本”。《电影院》（The Cinema）上的一篇评论也称赞了这部影片，特别是其中第一枚鱼雷爆炸的场景“更胜当时的实际情况”。

## 解释说明
1. ↑  不同的来源中称麦凯生于1867、1869或1871年，他的出生记录已经遗失。[6]
2. ↑  比尔·麦库拉克指出，如果每张图像制作成一帧的镜头，那么2.5万帧以每秒16帧的速度播放，全片应该会有26分钟长，而不是实际的12分钟。[32]
3. ↑  约翰·凯恩麦克所记载的首次放映时间是7月20日[2]，厄尔·赛森则认为影片是在1918年8月15日首映[24]。
4. ↑  1918年7月27日发行的《电影周刊》[35]。
5. ↑  现存的《恐龙葛蒂》和《卢西塔尼亚号的沉没》播放时长接近，但《恐龙葛蒂》的动画部分长度明显不及。有报道称阿根廷动画师基里诺·克里斯蒂亚尼曾制作了70分钟长的动画电影《使徒（英语：El Apóstol）》，于1917年11月9日首次放映，但这部作品如今已经失落，没能流传下来[32]。
6. ↑  1918年发行的一部英国动画片也描绘了“卢西塔尼亚号”和美国“阿兹台克号”的沉没，该片有可能比麦凯的作品更早上映，但如今也已失落[42]。

## 脚注
1. ↑  McKenna 2013，第17頁.
2. 1 2 3 4 5  Canemaker 2005，第195頁.
3. 1 2  Canemaker 2005，第196頁.
4. 1 2  Canemaker 2005，第196頁; Crafton 1993，第116頁.
5. 1 2 3  Crafton 1993，第116頁.
6. ↑  Canemaker 2005，第22頁.
7. ↑  Canemaker 2005，第23–24頁.
8. ↑  Canemaker 2005，第38, 40, 43–44頁.
9. ↑  Canemaker 2005，第47頁.
10. ↑  Canemaker 2005，第60頁.
11. ↑  Canemaker 2005，第97頁.
12. ↑  Harvey 1994，第21頁; Hubbard 2012; Sabin 1993，第134頁; Dover editors 1973，第vii頁; Canwell 2009，第19頁.
13. ↑  Canemaker 2005，第131–132頁.
14. ↑  Beckerman 2003; Canemaker 2005，第157頁.
15. ↑  Canemaker 2005，第157頁.
16. ↑  Canemaker 2005，第160頁.
17. ↑  Berenbaum 2009，第138頁; Telotte 2010，第54頁.
18. ↑  Canemaker 2005，第175頁.
19. ↑  Marshall 1964，第166頁.
20. ↑  Canemaker 2005，第186頁.
21. ↑  Canemaker 2005，第186頁; Roland, Bolster & Keyssar 2008，第264頁.
22. ↑  Canemaker 2005，第207, 209頁.
23. 1 2  DelGaudio 1997，第190頁.
24. 1 2 3  Theisen 1933，第84頁.
25. ↑  Barrier 2003，第10–14頁.
26. ↑  Kundert-Gibbs & Kundert-Gibbs 2009，第46頁.
27. ↑  Canemaker 2005，第188, 193頁.
28. 1 2 3 4 5  Canemaker 2005，第193頁.
29. 1 2  Theisen 1933，第85頁.
30. 1 2  Canemaker 2005，第188頁.
31. ↑  Hoffer 1976，第32頁.
32. 1 2 3  Mikulak 1997，第71頁.
33. 1 2 3 4 5 6  Bottomore 2000，第161頁.
34. ↑  Motography staff 1918，第74頁.
35. 1 2  Callahan 1988，第227頁.
36. 1 2 3  Telotte 2010，第49頁.
37. ↑  Crafton 1993，第117頁.
38. ↑  Telotte 2010，第49–50頁.
39. ↑  Telotte 2010，第50頁.
40. ↑  Taylor 2007，第552–553頁.
41. ↑  Wells 2002，第116頁.
42. ↑  Bottomore 2000，第161頁; Wells 2002，第116頁.
43. 1 2  Canemaker 2005，第197頁.
44. ↑  Callahan 1988，第227—228頁.
45. ↑  Hoffer 1976，第27–28頁.
46. ↑  Canemaker 2005，第197–198, 254頁.
47. ↑  Sito 2006，第36頁.
48. ↑  Canemaker 2005，第198頁.
49. ↑  Canemaker 2005，第198, 217頁.
50. ↑  Canemaker 2005，第199, 239頁.

#### 书籍
- Barrier, Michael. . Oxford University Press. 2003  [2014-07-14]. ISBN 978-0-19-516729-0. （原始内容存档于2021-01-25）.
- Beckerman, Howard. . Skyhorse Publishing. 2003. ISBN 978-1-58115-301-9.
- Berenbaum, May R. . Harvard University Press. 2009  [2014-07-14]. ISBN 978-0-674-03540-9.
- Bottomore, Stephen. . The Projection Box. 2000  [2014-07-14]. ISBN 978-1-903000-00-7.
- Canemaker, John.  Revised. Abrams Books. 2005  [2014-07-06]. ISBN 978-0-8109-5941-5.
- Canwell, Bruce. Mullaney, Dean , 编. . IDW Publishing. 2009. ISBN 978-1-60010-508-1.
- Crafton, Donald. . University of Chicago Press. 1993  [2014-07-06]. ISBN 9780226116679.
- Dover editors. . Dover Publications. 1973. ISBN 978-0-486-21347-7.
- Harvey, Robert C. . University Press of Mississippi. 1994  [2014-07-06]. ISBN 978-0-87805-612-5.
- Kundert-Gibbs, John; Kundert-Gibbs, Kristin. . John Wiley & Sons. 2009  [2014-07-14]. ISBN 978-0-470-59605-0.
- Marshall, Samuel Lyman Atwood. . Houghton Mifflin Harcourt. 1964  [2014-07-14]. ISBN 978-0-618-05686-6.
- Roland, Alex; Bolster, W. Jeffrey; Keyssar, Alexander. . John Wiley & Sons. 2008  [2014-07-14]. ISBN 978-0-470-13600-3.
- Sabin, Roger. . Routledge. 1993. ISBN 978-0-415-04419-6.
- Sito, Tom. . University Press of Kentucky. 2006. ISBN 978-0-8131-2407-0.
- Taylor, Jeremy. . Merkl, Ulrich  (编).  (.doc). Catolog of episodes & text of the book: Ulrich Merkl. 2007: 552–561. ISBN 978-3-00-020751-8.(on included DVD)
- Telotte, J. P. . University Press of Kentucky. 2010  [2014-07-14]. ISBN 978-0-8131-2586-2.
- Theisen, Earl. . Fielding, Raymond  (编). . University of California Press. 1967: 84–87 [1933]  [2014-07-14]. ISBN 978-0-520-00411-5. （原始内容存档于2020-08-03）.
- Wells, Paul. . Wallflower Press. 2002  [2014-07-14]. ISBN 978-1-903364-20-8.

#### 期刊
- Callahan, David. . Film History (Indiana University Press). 1988-09 / 1988-10, 2 (3): 223–228. JSTOR 3815119.
- DelGaudio, Sybil. . Film History (Indiana University Press). 1997, 9 (2): 189–199. JSTOR 3815174.
- Hoffer, Tom. . Journal of the University Film Association (University of Illinois Press). 1976 Spring, 28 (2): 23–32. JSTOR 20687319.
- Mikulak, Bill. . Cinema Journal (University of Texas Press on behalf of the Society for Cinema & Media Studies). 1997 Spring, 36 (3): 56–72. JSTOR 1225675.
- Motography staff. . Motography. 1918-07-13, 20 (2): 74  [2014-07-14].
- McKenna, Daniel. . Synoptique. 2013 Fall, 2 (2)  [2014-07-14]. （原始内容存档于2019-03-05）.

#### 其它来源
- Hubbard, Amy. . Los Angeles Times. 2012-10-15  [2014-07-06]. （原始内容存档于2013-12-03）.

## 扩展阅读
- Wells, Paul. . Edinburgh University Press. 2002  [2014-07-14]. ISBN 978-1-85331-203-8. （原始内容存档于2020-05-23）.